# شیجیتان پکن

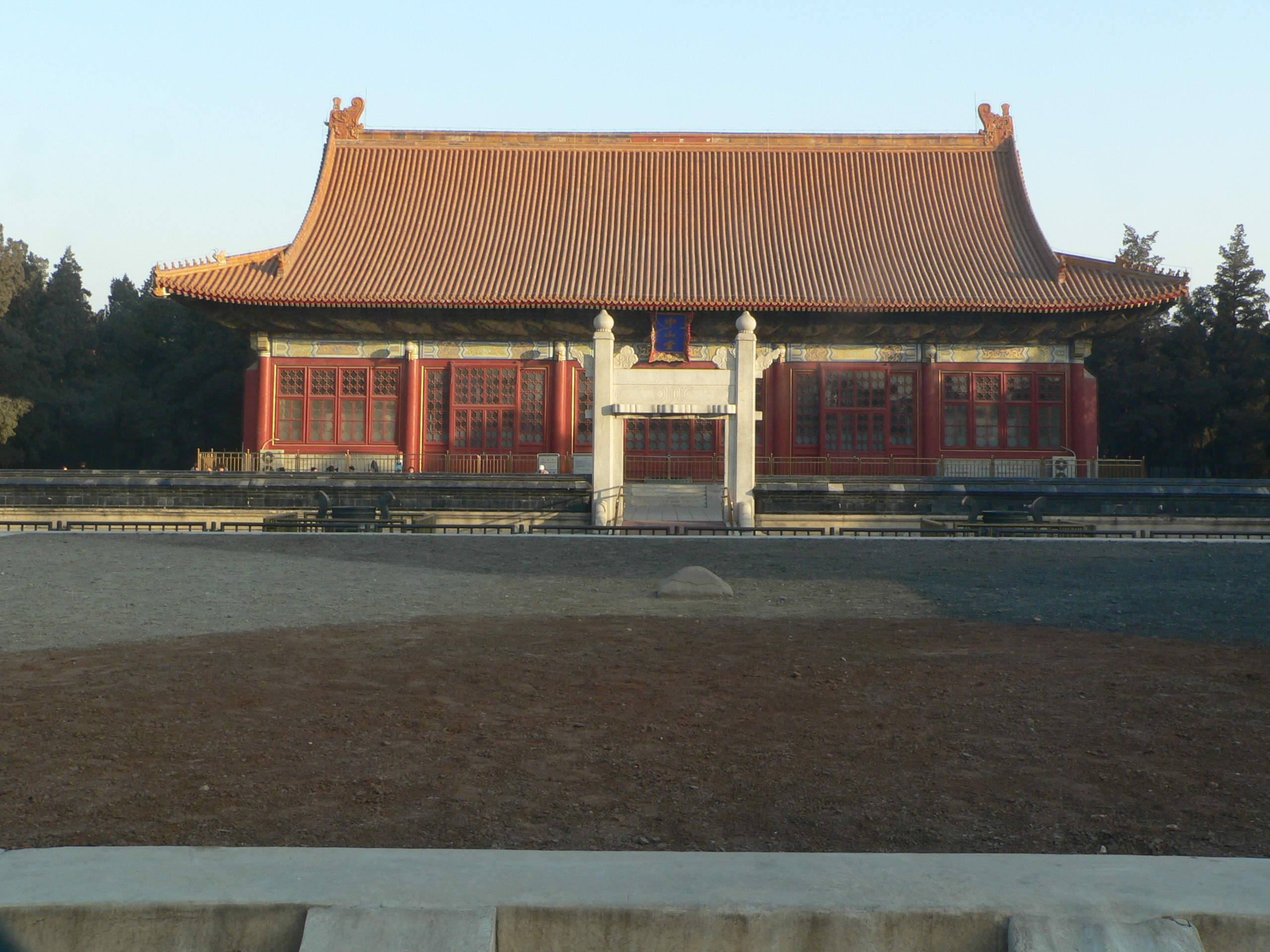
شیجیتان پکن

شیجیتان پکن (انگلیسی: Beijing Shejitan) همچنین به عنوان محراب زمین و برداشت یا محراب زمین و غلات شناخته می‌شود، یک محراب کنفسیوس‌گرایی واقع در پارک ژونگشان در پکن، چین است. در سال ۱۴۲۱ توسط دودمان مینگ ساخته شد، جایی که مراسم زمین و غلات در طول سلسله‌های مینگ و دودمان چینگ برگزار می‌شد.